# Richard Hyland
Richard Frank "Dick" Hyland (26 de julho de 1900 — 16 de julho de 1981) foi um jogador de rugby union estadunidense, campeão olímpico.

## Carreira
Enquanto estudava na Universidade Stanford, ele jogou pelo Stanford Cardinal em muitos esportes, alcançando seus melhores resultados no futebol americano, atletismo e beisebol. Hyland integrou a equipe da Seleção dos Estados Unidos que conquistou a medalha de ouro nos Jogos Olímpicos de Verão de 1924 em Paris. Ele jogou as duas partidas desta competição, nas quais os americanos derrotaram a Romênia por 37–0 no Stade de Colombes em 11 de maio, e uma semana depois derrotaram a França por 17–3. Juntamente com outros medalhistas de ouro do rugby union, ele foi incluído no Hall da Fama do IRB em 2012.
Com o time de futebol americano de Stanford treinado por Pop Warner, ele teve uma temporada invicta em 1926, vencendo o campeonato da NCAA junto com o também invicto Alabama Crimson Tide e jogou duas vezes no Rose Bowl Game, em 1927–28. Ele foi apreciado por suas habilidades de jogo aberto, o que lhe rendeu o apelido de Tricky Dick e um lugar no Stanford Athletic Hall of Fame em 1961. Depois de terminar sua carreira esportiva, tornou-se jornalista do Los Angeles Times e também tentou dirigir.